# Brachygonia puella
Brachygonia puella – gatunek ważki z rodziny ważkowatych (Libellulidae).